# Camponotus fastigatus
Camponotus fastigatus är en myrart som beskrevs av Julius Roger 1863. Camponotus fastigatus ingår i släktet hästmyror, och familjen myror.

## Underarter
Arten delas in i följande underarter:
- C. f. barbiculus
- C. f. fastigatus
- C. f. schmalzi
- C. f. vagulus
- C. f. verae

## Bildgalleri

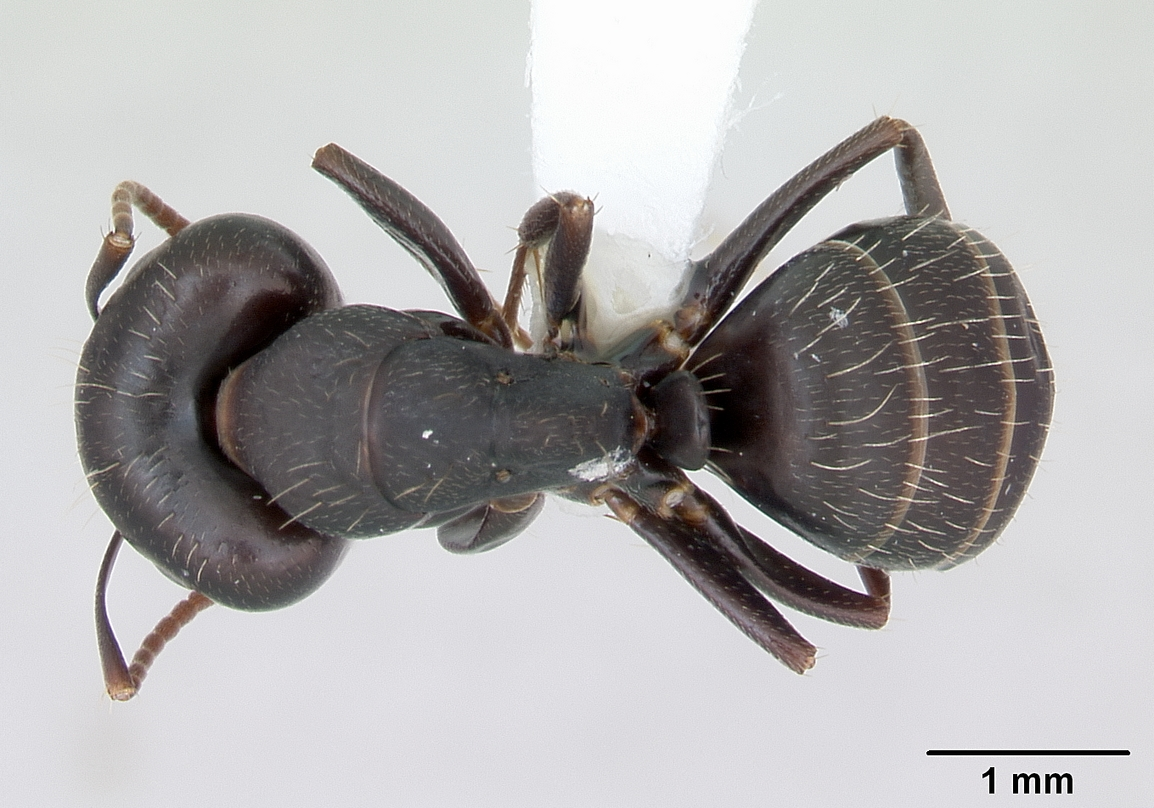
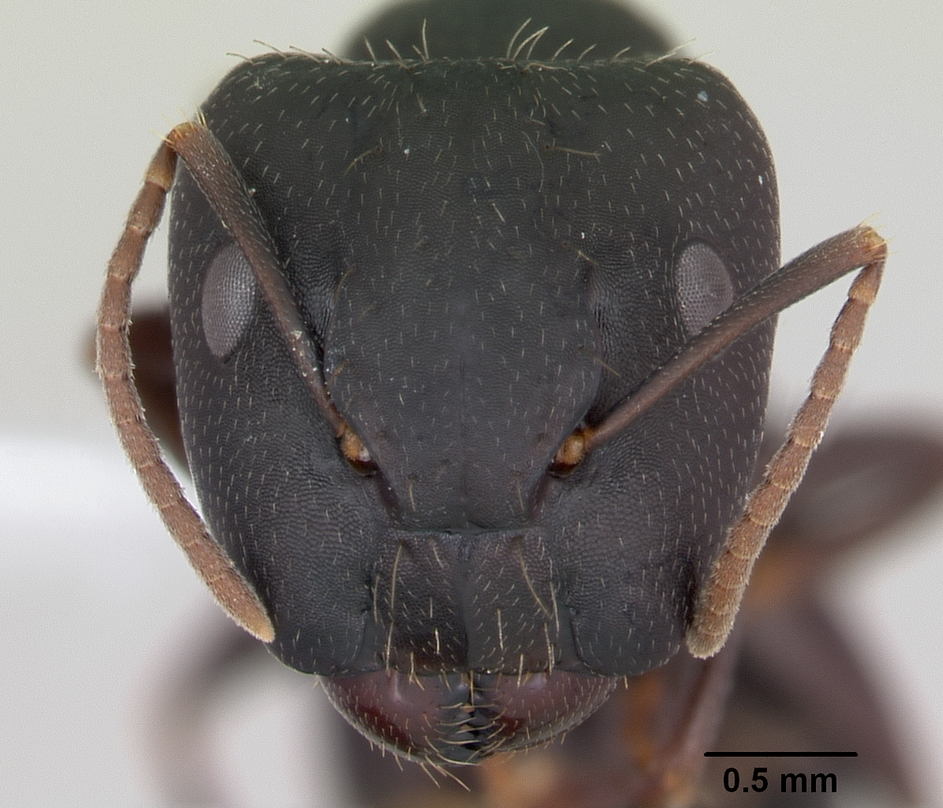
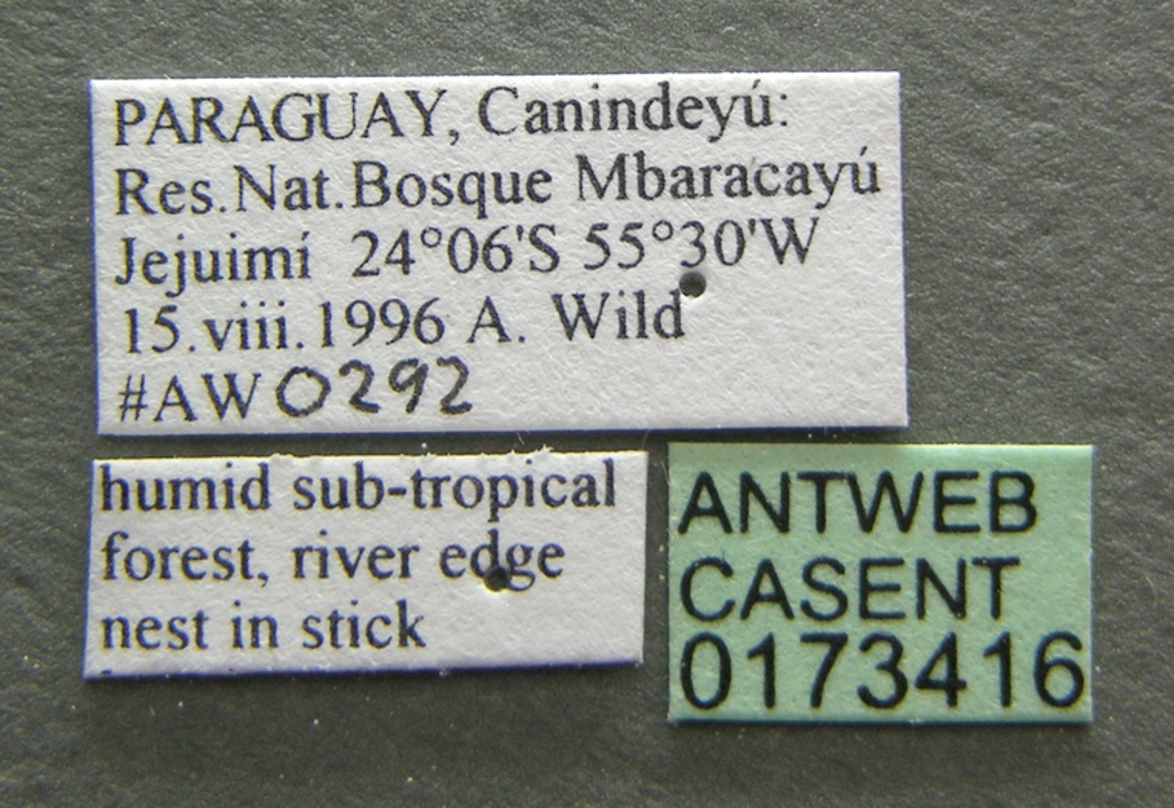
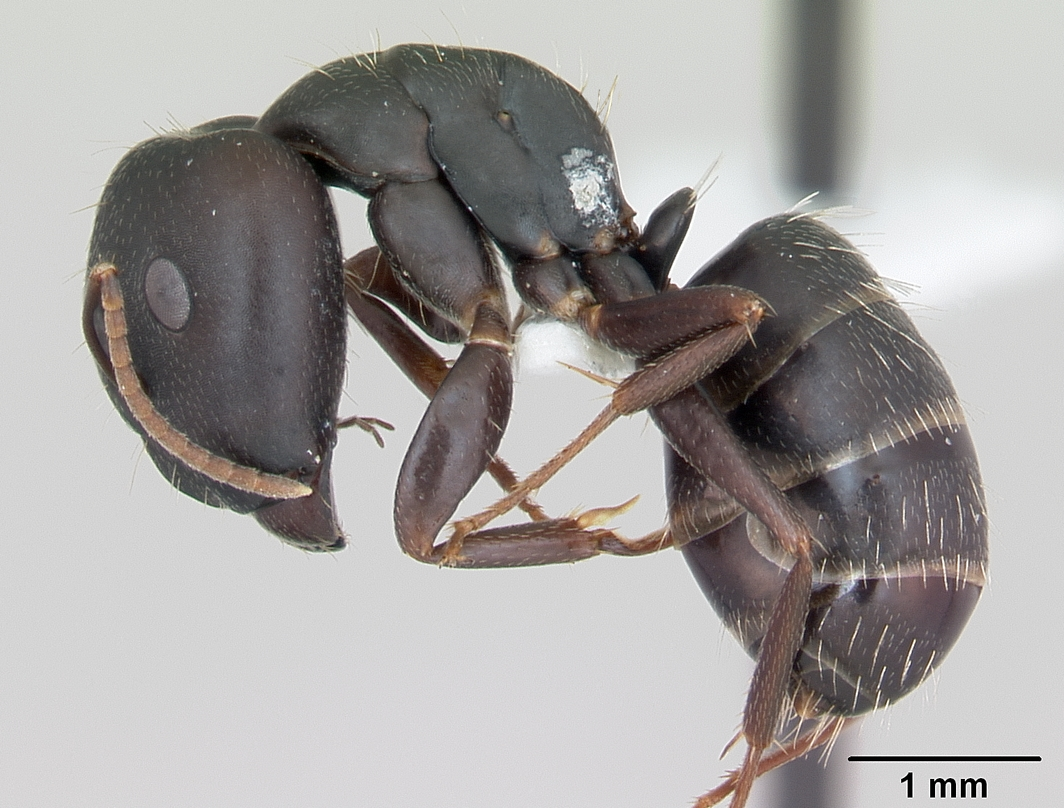
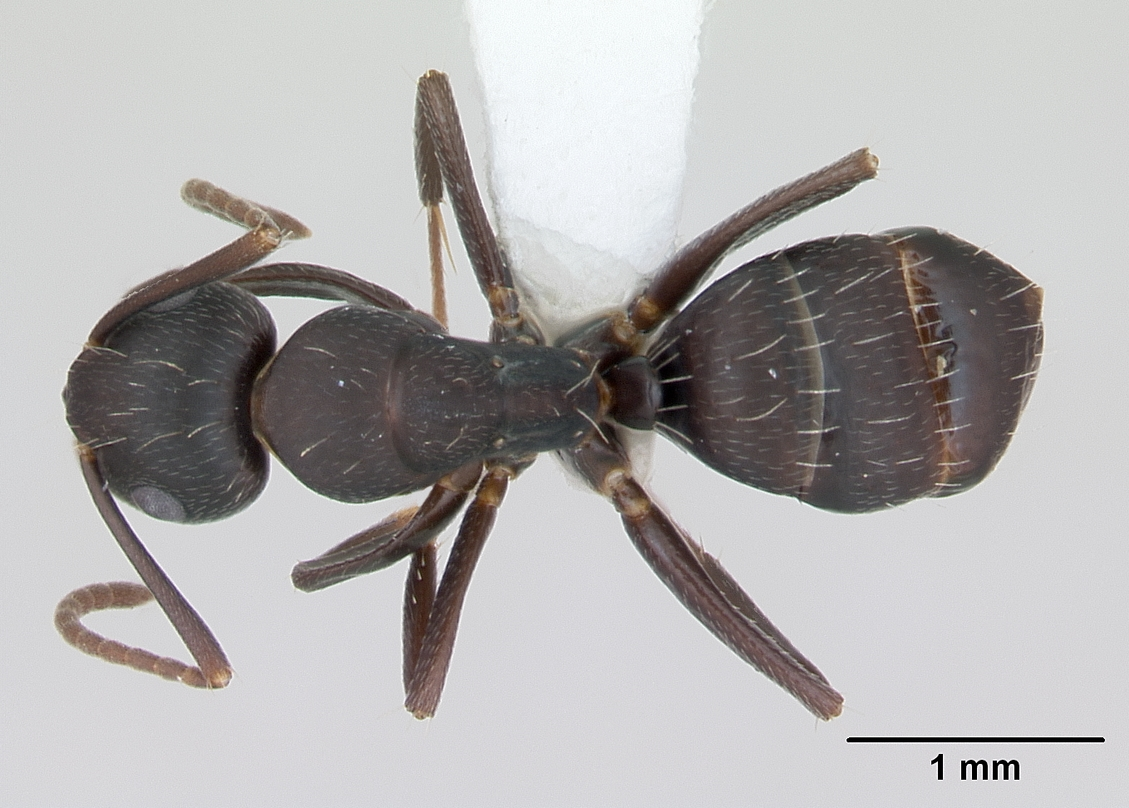
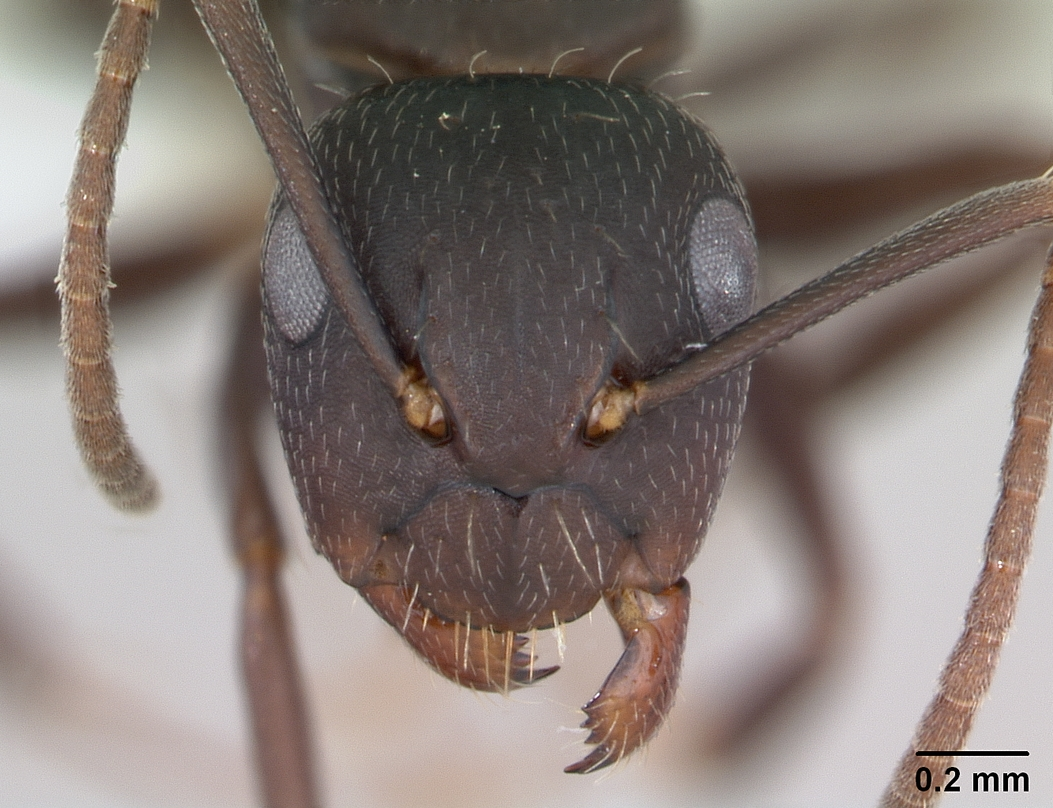